# Királypiton
A királypiton (Python regius) a kígyók (Serpentes) rendjébe és a pitonfélék (Pythonidae) családjába tartozik. Gyakori terráriumi állat világszerte.

## Elterjedése, élőhelye
A királypiton nagy területen elterjedt faj Afrika nyugati és középső területein. Elterjedési területe Gambiától keletre egészen Szudánig elhúzódik. Az első példány megtalálási helye nem ismert.
Nagy elterjedési területén belül sokféle élőhelytípuson előforduló faj, a trópusi esőerdőktől kezdve a száraz, kisebb füvű szavannákon át egészen a mezőgazdaságilag művelt területekig. A zárt erdőket kevésbé kedveli.

## Megjelenése
Kisméretű óriáskígyó, az afrikai pitonok között ez a faj a legkisebb. Testhossza 90–182 cm. A nőstény a nagyobb, átlagos hossza 122–137 cm, míg a hím 90–107 cm-re nő meg.  Kis fejű, zömök testű kígyó.  Pikkelyei simák.
Mintázata és színe változatos. A vad alak alapszíne többnyire fekete vagy sötétbarna, világosbarna vagy mintával és világos, akár fekete mintás fehér hasi oldallal. A többi mintázat és szín a szelektív tenyésztés eredménye.
Az ivarok hasonlóak, a nem csak a hemipénisz keresésével határozható meg, ami történhet szondával, vagy a hemipénisz kézi kifordításával. Ha csak a testméretre hagyatkoznánk, egy fiatal, még növésben levő nőstényt könnyen hímnek nézhetnénk.

## Életmódja
A száraz évszakban nappal emlősök ásta földalatti üregekben rejtőzik, míg éjszaka vadászik kisebb gerincesekre, elsősorban rágcsálókra. A fiatal egyedek madarakat is fognak.  Látása gyenge, elsősorban a száján lévő hőérzékelő szervre hagyatkozik.
Éjszakai állat, azonban mikor esténként lehűl a levegő 21 C° fok alá, időszakosan felhagy a vadászattal. Ilyen hideg leginkább decemberben és januárban van az élőhelyén.
Két vagy három évente tojik, 3-11 pergamenhéjú tojását földalatti üregekbe rakja. A nőstény a tojások köré tekeredik, és a kis pitonok kikeléséig velük is marad. Ez időszakban nem táplálkozik, csak a tojásokat védelmezi, és izommunkájával melegíti. A költés az egészséges nőstényt nem viseli meg, viszont ha amúgy is legyengült állapotban van, jelentősen leromolhat az állapota. A kicsik 55-60 nap múlva kelnek ki. A tojásból kikelő kis pitonok már önálló életre képesek. A kikelt kicsik gyakran még egy napot a tojásban maradnak, csak a fejüket dugják ki.
A fiatal pitonok 3–5 éves korukra ivaréretté válnak, és akár 20 évig is élhetnek. A leghosszabb ideig élt királypiton 48 éves korában pusztult el. A szaporodóképességet a testsúly is befolyásolja: a hímek nem szaporodnak 600 gramm, a nőstények 1200 gramm alatt, bár akadnak kivételek. A minimális testsúly hímeknél 300-400, nőstényeknél 800 gramm. Fogságban a hímek 800 gramm alatt nem szaporodnak; a nőstényeknél ajánlott megvárni az 1500 g elérését.
A királypitont nemcsak bőréért, hanem húsáért is vadásszák, amely számos afrikai törzs kedvelt csemegéje. Veszély esetén labdává gömbölyödik, fejét és farkát elrejti. Ekkor akár görgetni és tologatni is lehet, ezért kapta angol nevét (ball python=labda piton).

## Terráriumi tartása
A királypiton kedvelt terráriumi állat, egyrészt kis mérete, másrészt viszonylag nyugodt természete miatt. 
A királypitonok ugyanis ritkán harapnak, könnyen kézhez szoktathatók. Mivel hivatalosan sem tartoznak a veszélyes állatok körébe, engedély nélkül tarthatók, természetesen – védett állatról lévén szó – a megfelelő származási igazolások birtokában. Száraz, meleg terráriumban kell tartani, de biztosítsunk számára egy vizes medencét, vagy nagyobb tálat amelybe szívesen merítkezik. A páratartalom 50-60% legyen. A terrárium kerülete legyen a piton testhosszának legalább kétszerese. A terrárium hőmérséklete 25–30 Celsius-fok között legyen, egy olyan melegedő ponttal (pl. infralámpa alatt), ahol a hőmérséklet eléri a 32 Celsius-fokot. Esténként érdemes visszavennünk a melegből, 20–24 Celsius-fokra, hogy a természetes napi hőingadozást biztosítsuk. Lehetőleg tartsuk be a trópusokra jellemző 12–12 órás fényperiódusokat. Legyen legalább két búvóhely a terrárium két végén. A fiataloknak a túl nagy tér és a túl nagy búvóhelyek frusztrálók lehetnek. Akár több, mint 40 évet is megélhet fogságban, ehhez azonban gondos törődést igényel.
A vadon fogott példányok válogatósak, míg a fogságban születettek élve és halva is elfogadják a házi egereket és patkányokat.  Élő táplálékkal etetni veszélyes, a zsákmány védekezés közben súlyos sebeket okozhat a kígyónak. A zsákmány méretének el kell érnie a kígyó legnagyobb vastagságát, vagy egy kicsit meghaladhatja azt. Néha hónapokig nem eszik, különösen a párzási időszakban. Ez ugyan megszokott, viszont ilyenkor is figyelni kell, hogy nem fogy-e. Vedlés előtt szintén nem eszik; ennek semmilyen előjele sincs. Elég hetente egyszer enni adni neki, bár vannak, akik a gyorsabb növekedés és hízás érdekében hetente kétszer etetik, egyszerre akár több állattal is. A nem evésnek lehetnek más okai is, például élősködők, túl hideg vagy túl meleg környezet, rosszul beállított páratartalom, vagy a búvóhelyek hiánya.
A vadonban fogott példányoknak más hátrányaik is vannak, például gyakran lehet velük élősködőket behurcolni.
|  |  |

### Szaporítása
A sikeres szaporításhoz különítsük el egymástól a hímeket és nőstényeket, valamint csökkentsük a terrárium hőmérsékletét az esti időszakban 20 Celsius-fokra. A több hét eltelte után újra összeengedett kígyók remélhetően párzanak; a párzás eredménye körülbelül 1 hónap múlva 4–7 tojás lesz. A párzási idő végére állítsuk vissza a hőmérsékletet. A tojásokat rábízhatjuk az anyára, de ha szükség van rá, keltetőt is használhatunk. Előbbi esetben ne etessük az anyaállatot a költési időszakban. A keltetőben 29–32 Celsius-fokot, és 90-100% közötti páratartalmat biztosítsunk (egyesek szerint ajánlatos 65–75%-on kezdeni, majd folyamatosan emelni majdnem 100%-ra).

## A kultúrában
Az igbók hagyományos vallásában szent állat. A földet szimbolizálja, mivel a földhöz simulva mozog. Még a keresztény igbók is különös gonddal bánnak vele, ha a faluban vagy otthon találkoznak vele. Vagy hagyják szabadon mozogni, vagy óvatosan megfogják, és messzire viszik a házaktól. Ha véletlenül megöltek egyet, akkor koporsót készítenek neki, és eltemetik.

## Fordítás
- Ez a szócikk részben vagy egészben  a   Python regius című angol Wikipédia-szócikk fordításán alapul.  Az eredeti cikk szerkesztőit annak laptörténete sorolja fel. Ez a jelzés csupán a megfogalmazás eredetét és a szerzői jogokat jelzi, nem szolgál a cikkben szereplő információk forrásmegjelöléseként.